# Le Siècle de Bruckner
Le Siècle de Bruckner (sous-titré : Essai pour une nouvelle perspective sur les maîtres viennois du second âge d'or) est un ouvrage de musicologie, écrit par le musicologue Paul-Gilbert Langevin en collaboration avec Gustav Kars et Éric-Paul Stekel.

## Composition
Il concerne les œuvres du compositeur Anton Bruckner et de ses contemporains, à savoir Franz Schubert, Hugo Wolf, Gustav Mahler, Arnold Schönberg, Franz Schmidt, Alban Berg, Anton Webern, Karl Kraus, Alexandre von Zemlinsky, Julius Bittner, Franz Schreker, Erich Wolfgang Korngold, Franz Liszt, etc. Il est paru dans La Revue musicale aux éditions Richard Masse en 1975. Cet ouvrage a été suivi d'une étude plus approfondie de l'œuvre de Bruckner, appelée Anton Bruckner, apogée de la symphonie, en 1977.

## Réception

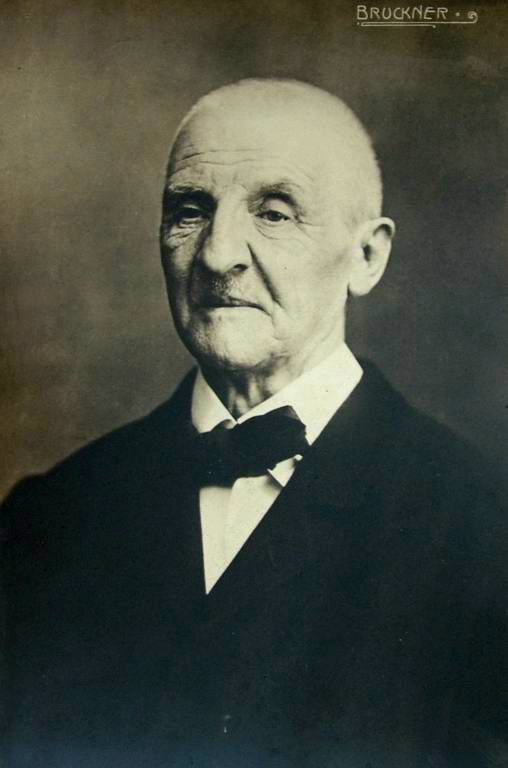
Anton Bruckner.

Selon la Bibliographie de la France : 

« L'ouvrage est un hommage à l'occasion du cent cinquantenaire d'Anton Bruckner et du centenaire d'Arnold Schönberg, et Franz Schmidt, à l'art musical viennois sous le règne de François-Joseph Ier. À travers les représentants de ce que l'auteur appelle l'Ethno-romantisme viennois, Paul-Gilbert Langevin tente de mettre en évidence la continuité existant entre cette période particulière de l'art danubien et l'époque contemporaine. L'ouvrage se présente donc comme un complément bibliographique, comportant un index et de nombreuses illustrations, dont le fac-simile d'un inédit d'Hugo Wolf. »

— Cercle de la librairie, Bibliographie de la France no 3, 21 janvier 1976, p. 79.
L'auteur se voit confier la rédaction de l’article « Bruckner » du Dictionnaire de la musique chez Larousse, paru en 1982 sous la direction de Marc Vignal et l'ouvrage est cité dans la large bibliographie.
Florian Hollard, qui rédige l'article « Anton Bruckner » de l'Encyclopædia Universalis, cite Le Siècle de Bruckner dans sa bibliographie, ainsi que l'autre livre de Langevin sur le même compositeur : Anton Bruckner, apogée de la symphonie. 
L'article « Anton Bruckner » de Paul Hawkshaw dans le dictionnaire Grove (2001), cite les deux ouvrages en français de Langevin consacrés à Bruckner dans sa bibliographie très fournie (essentiellement anglaise et allemande, il n'y a qu'un troisième ouvrage en français : celui d'Alfred Westarp daté de 1911).

## Ouvrage
- Paul-Gilbert Langevin, Eric-Paul Stekel et Gustav Kars, Le Siècle de Bruckner: essais pour une nouvelle perspective sur les maîtres viennois du second âge d'or, Anton Bruckner, Hugo Wolf, Gustav Mahler, Arnold Schœnberg, Franz Schmidt et ses contemporains, éditions Richard Masse, La Revue musicale, numéros 298-299, 1975 (OCLC 2526567).